# Net TV (Argentina)
Net TV es un canal de televisión abierta argentino. Inició sus transmisiones el 1 de octubre de 2018. Es propiedad de Editorial Perfil en sociedad con Kuarzo Entertainment Argentina, que comandan Jorge Fontevecchia, Guido Kaczka y Martín Kellwer.

## Historia
Net TV nació de la idea del fundador de la empresa argentina de medios gráficos Editorial Perfil, Jorge Fontevecchia, en incursionar en medios audiovisuales y así anexar nuevos medios a sus empresas. 
Con la inauguración en octubre de 2015 de su nueva sede de la calle California en el barrio porteño de Barracas y equipada con estudios de radio y televisión, Fontevecchia presentó ante el ente regulador de telecomunicaciones de Argentina, (en aquel entonces la AFSCA), una propuesta para hacerse de licencias de Radio y TV. Su idea original era una radio AM, una FM y canales digitales en abierto. La AFSCA, mediante resolución del 25 de septiembre de 2015 resolvió rechazar la propuesta presentada por el grupo Perfil por supuestas "fallas" en la documentación presentada.
En 2016 volvió a presentarse a concurso en el que finalmente obtuvo la licencia de AM 1190 kHz, FM 101.9 MHz y dos señales de TV digital en abierto mediante las resoluciones 1107/16 y 1108/16 de ENACOM publicadas el 19 de octubre de ese año en el Boletín Oficial para el ámbito de cobertura del AMBA.
Así Editorial Perfil obtuvo la licencia de Net TV en el canal 27.2 y de Alfa TV (actualmente en emisión de prueba) en el 21.1 de la TDT. Por tratarse de dos señales must carry, aparte de emitirse por aire, debían ser de inclusión obligatoria en la grilla de las cableoperadoras que presten servicio en la misma área de cobertura del canal que emite por aire.
Dentro de sus principales producciones, se encuentran los programas: Peligro: Sin codificar, conducido por Diego Korol; Como todo, conducido por Mariano Peluffo, Las rubias + uno, conducido por Marcela Tinayre, Chismoses, encabezado por Luciana Salazar y Augusto Tartúfoli, Tenemos Wifi, presentado por Nicolás Occhiato y Stefanía Roitman, Pampita íntima y Pampita Online, conducido por Pampita, Cuestión de peso, también presentado por Mariano Peluffo y Por amor o por dinero con Joaquín "Pollo" Álvarez. El día 26 de noviembre también se estrenó la ficción Millennials. El 10 de agosto de 2020 comenzó el primer noticiero del canal, Reperfilar.
En 2023 el Grupo Madero Sur adquiere la participación minoritaria de Net TV. El paquete accionario se distribuye con un 70% para Editorial Perfil, un 22,5% para la productora Kuarzo y un 7,5% para el Grupo Madero Sur.

## Audiencia
En el día de su lanzamiento, el canal obtuvo un promedio de 0.4 puntos de recepción, promedio similar al obtenido durante el primer mes al aire, siendo este de 0.3 puntos de audiencia, quedando en el sexto y último lugar entre los canales de aire.
La segunda emisión del debate presidencial de Argentina en 2019, conducidos por Pampita y Mariano Peluffo, obtuvo el promedio más alto a la fecha del canal, oportunidad en la que alcanzó 3.3 puntos de índice de audiencia.